# Dálniční tunel Karavanky
Tunel Karavanky (německy Karawankentunnel, slovinsky Predor Karavanke) je dálniční tunel spojující Rakousko a Slovinsko. Prochází pohořím Karavanky a překračuje státní hranici mezi oběma zeměmi. Je nejdelším silničním tunelem na území Slovinska.

## Poloha a popis
Tunel je součástí rakouské dálnice A11 a slovinské dálnice A2. Nachází se mezi rakouskou obcí Sankt Jakob im Rosental a slovinským městem Jesenice. Délka tunelu je 7864 m, vzdálenost mezi oběma portály je 8019 m. Rakouská část tunelu měří 4569 m, slovinská část 3450 m (měřeno mezi oběma portály). Tunel byl plánován jako čtyřproudový. Postaven byl však pouze v polovičním profilu s jedním jízdním pruhem pro každý směr. Plán byl změněn pro menší hustotu dopravy, než jaká byla původně očekávaná. Stal se tak jediným jednotubusovým tunelem ve slovinské dálniční síti. Za prvních 10 let provozu jím projelo okolo 14 miliónů osobních a nákladních automobilů. Provoz nadále narůstal a tak jím za prvních 25 let provozu projelo 50 miliónů vozidel.
V jeho bezprostřední blízkosti se nalézá železniční tunel Karavanky.
Před vybudováním tunelu vedl silniční provoz přes blízké horské hraniční přechody Loibl/Ljubelj, Wurzen/Korensko a Seeberg/Jezersko.

## Stavba
Stavba byla započata v roce 1986, slavnostní otevření tunelu se konalo 1. června 1991, do provozu byl předán o den později. Dokončovací práce trvaly do června 1992.
Necelý měsíc po otevření, během slovinské války za nezávislost, byla slovinská část tunelu krátce obsazena Jugoslávskou lidovou armádou. Spolu s tunelem byl obsazen i hraniční přechod. Tunel se stal místem krátkých, ale těžkých bojů. 30. června 1991 byl dobyt zpět slovinskými jednotkami.

## Druhý tubus
V roce 2015 podepsaly vlády Rakouska a Slovinska dohodu o dostavbě tunelu. Stavba druhého tubusu začala z rakouské strany v září 2018. V listopadu bylo turecké firmě, která vyhrávala slovinskou soutěž na stavbu slovinské strany tunelu, zakázáno začít práce kvůli nesprávným podkladům dodaným pro vyhodnocení nabídek soutěže zájemců o výstavbu tunelu v srpnu 2018. Slovinský správce dálnic vybral nového vítěze soutěže ze zbylých 8 účastníků. Dne 18. srpna 2018 byla zahájena ražba z rakouské strany, stavební práce byly svěřeny společnosti Swietelsky. Rakouská strana tunelu má být hotova v únoru 2024. Po dokončení výstavby nového tubusu do něj bude převeden obousměrný provoz a původní tubus projde dvouletou celkovou rekonstrukcí. Řádný provoz v obou tubusech je plánován na začátek roku 2026.
První tubus je provozován jako obousměrný v režimu 1+1 jízdní pruh s maximální rychlostí vozidel 80 km/h.
Druhý tubus je též navržen a budován na provoz s maximální rychlostí vozidel 80 km/h v režimu 1+1 jízdní pruh.
Po úplném dokončení všech prací bude v obou tubusech režim 2+2 jízdní pruhy (jako u ostatních dálnic) a maximální rychlost vozidel se zvýší na 100 km/h.

## Zabezpečení
V době otevření se jednalo o jeden z nejlépe vybavených tunelů po stránce bezpečnosti. V tunelu jsou umístěné nouzové telefony, požární hlásiče, videokamery, je monitorována hustota provozu, cirkulace vzduchu a koncentrace oxidu uhelnatého. Provoz je regulován pomocí dálkově řízených semaforů a proměnných dopravních značek. V tunelu jsou dostupné signály mobilních operátorů. Je také možné naladit rozhlasové stanice Ö3 (program rakouského rozhlasu ORF) a VAL 202 (program slovinského rozhlasu RTV Slovenija).

## Mýtné
K použití tunelu není zapotřebí rakouská ani slovinská dálniční známka, protože k tunelu se dá z obou stran přijet i po nezpoplatněné silnici. Úseky dálnice těsně před a za tunelem k prvním nájezdům a sjezdům (Hrušica ve Slovinsku a Rosenbach v Rakousku) jsou bezplatné. Použití tunelu podléhá zaplacení mýtného, jehož výše je stejná z rakouské i slovinské strany a pro osobní automobil do 3,5 tuny činila 7 EUR v roce 2015. Pro rok 2016 bylo stanoveno mýto ve výši 7,20€. V současnosti (rok 2025) je cena 8,80€ za jeden průjezd.
K dispozici jsou také 2 druhy předplacených karet. První je s platností na 1 měsíc ode dne zakoupení na maximálně 14 průjezdů tunelem za 39,40€. Karta je vázána na registrační značku auta. Nevyužité jízdy na konci 30denní platnosti propadají. Slovinská strana nabízí podobnou kartu za 26,39€ + DPH. Druhá karta v ceně 61,30€ je platná 18 měsíců a přenositelná mezi vozy. Při každém průjezdu tunelem se odečte 4,25€. Zůstatek se neproplácí, ale může být převeden na novou zakoupenou předplacenou kartu.
Automobily nad 3,5 tuny platí 13,56 až 38,63€ + 20% DPH (16,27 až 46,36€ vč. DPH) podle počtu náprav a emisní třídy EURO jejich motoru. Tato cena je 8,6krát vyšší než mýto za stejně dlouhý úsek běžné dálnice. Při cestě směrem ze Slovinska se platí mýto bez ohledu na emisní třídu EURO.